# Endod
Endod ist ein natürliches Pestizid aus den Beeren der zu den Kermesbeeren gehörenden Pflanze Phytolacca dodecandra aus dem äthiopischen Hochland.
Es wirkt unter anderem gegen Schnecken und Moskitolarven. Eine Wirkung gegen Schistosomiasis (Bilharziose) bedarf noch der Bestätigung.
Für die Erforschung von Endod wurden die äthiopischen Wissenschaftler Legesse Wolde-Yohannes und Aklilu Lemma 1989 mit dem Right Livelihood Award ausgezeichnet.